# Haby
Haby ist eine als Rundling angelegte Gemeinde im Kreis Rendsburg-Eckernförde in Schleswig-Holstein.

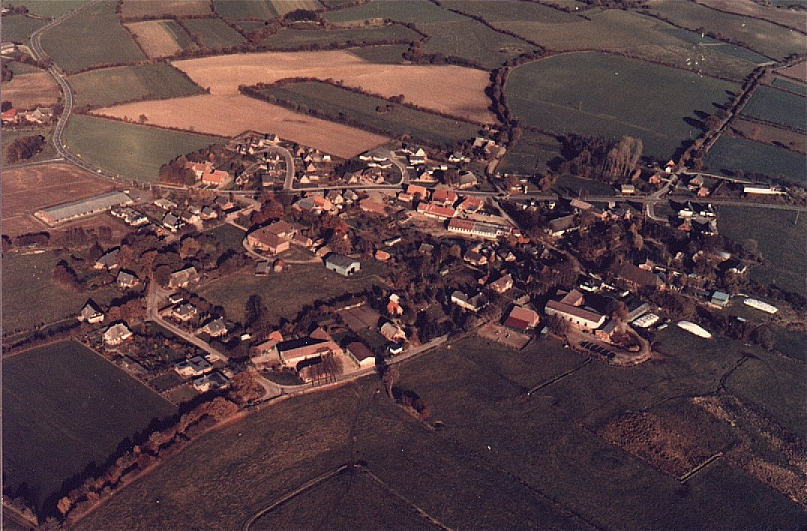
Haby in den 1980er Jahren

## Geografie und Verkehr
Haby liegt etwa 14 km nordöstlich von Rendsburg und 8 km südwestlich von Eckernförde in der Nähe des Wittensees.
Westlich verläuft die Bundesstraße 203 von Rendsburg nach Eckernförde.
Ortsteile der Gemeinde Haby sind Lehmsiek (teilweise), Stillbek, Ropahl, Quellental, Profit (teilweise) und Colmorgen.
Haby gehört der Kirchengemeinde Sehestedt an.

## Geschichte
Die Bedeutung des Ortsnamens ist nicht eindeutig geklärt. Der Ort wurde 1283 erstmals erwähnt; die Eintragung im Kieler Stadtbuch war lateinisch und lautete Hagebe. Die stilisierte Hagebutte im Wappen des Ortes deutet auf diesen Ursprung hin (Vollständige Übersetzung der betreffenden Stelle: „Nicolaus, genannt der Friese, aus Hagebe, hat sein Haus und Grundstück in der Haßstraße, dessen Besitzer vorher Frau Hanna von Russee gewesen war, Herrn Nanno von Krummendiek verkauft.“) Der Name hat sich im Laufe der Jahrhunderte immer wieder geändert: Habuy, Habye, Haabuy, Habue, Haby. In alten Urkunden kommt der Name Habui als Besitzer dortiger Grundstücke vor, so dass man annehmen kann, dass es sich hierbei um den Gründer des Dorfes handeln könnte.
1856 kam es zu einem Großbrand, bei dem mehrere Häuser und Scheunen zerstört wurden, sodass deren Besitzer außerhalb des Dorfes neue Hofstellen gründeten.
Die Gemeinde hieß ursprünglich Haby-Lehmsiek. Die Umbenennung erfolgte 1932.
Im Jahre 1930 wurde durch Spenden und in Eigenleistung ein Ehrenmal für die Gefallenen des Ersten Weltkrieges errichtet, ein aus Betonblöcken aufgesetztes Monument mit einem Adler als Abschluss. Es wurde 1962 gesprengt und durch freiwillige Helfer (u. a. der Feuerwehr) wiederum in Eigenleistung durch ein neues Denkmal ersetzt: Ein Steinkreuz aus schwedischem Granit. Es wurde am 18. November 1962 eingeweiht. Die Kosten betrugen damals 6000 DM.

## Politik

### Gemeindevertretung
Bei der Kommunalwahl am 14. Mai 2023 wurden insgesamt neun Sitze vergeben. Die Habyer Wählergemeinschaft erhielt fünf Sitze und Gemeinsam für Haby erhielt vier Sitze.

### Wappen
Blasonierung: „Unter grünem Schildhaupt, darin drei silberne Hufeisen mit nach unten gekehrten Stollen, in Silber drei fächerförmig gestellte, an ihren Enden gekreuzte grüne Stengel der Wildrose, von denen der mittlere zwei rote Hagebutten, die beiden äußeren jeweils fünf grüne Blätter tragen.“

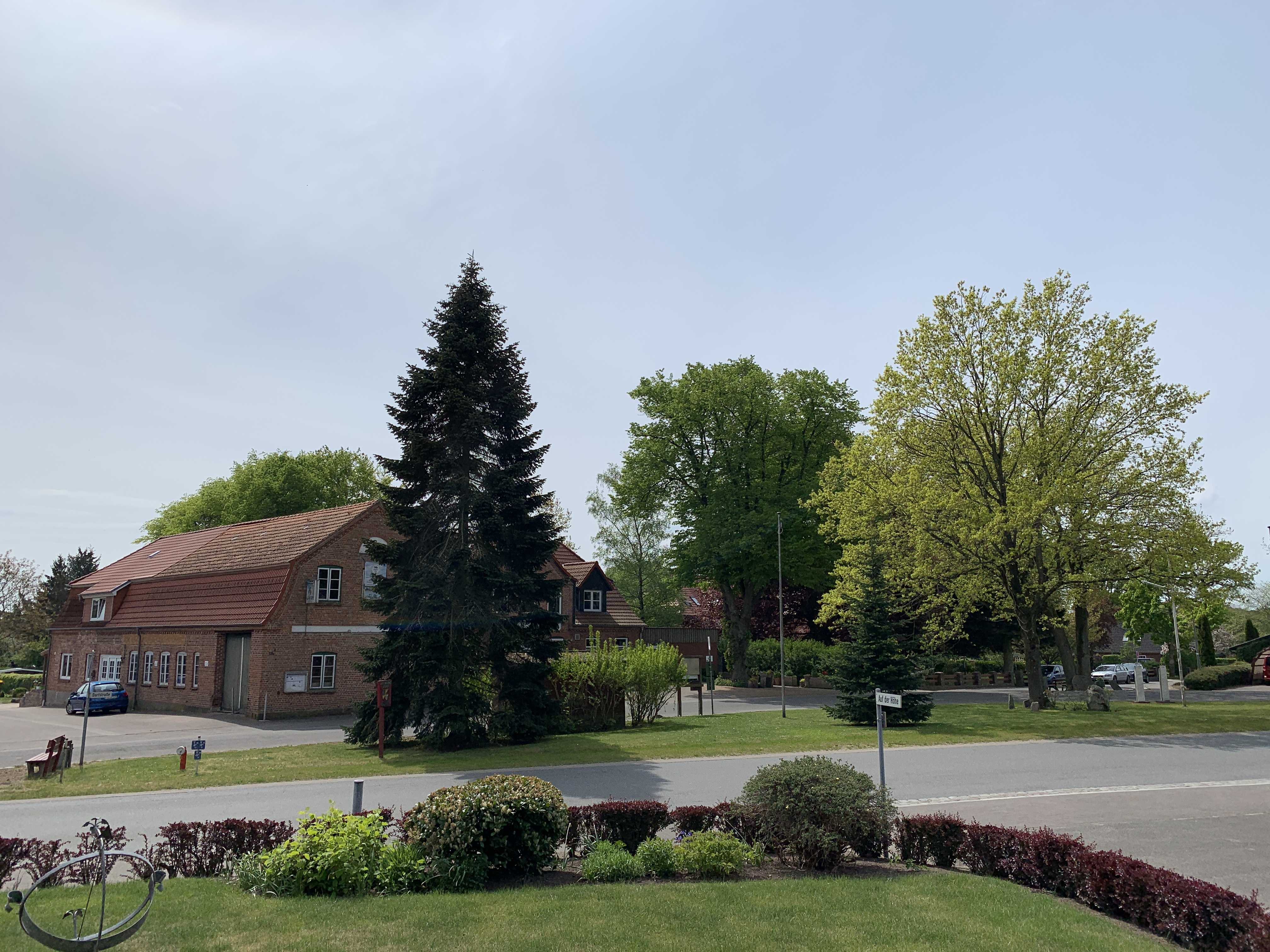
Getreidemühle, rechts Gaststätte

## Handwerk und Wirtschaft
Haby ist landwirtschaftlich geprägt, der Strukturwandel hat jedoch auch hier seine Spuren hinterlassen. Im Jahre 1906 gab es noch 21 so genannte Besitzstellen, heute sind es noch drei landwirtschaftliche Betriebe.
Ältestes bekanntes Handwerk sind Schmied und Rademacher; sie wurden bereits im Jahre 1856 urkundlich erwähnt. Noch heute zeugt hiervon ein Landmaschinenhandel, der seinen Betrieb 1946 auf dem Gelände der ehemaligen Meierei aus dem Jahre 1866 eröffnete. Weiterhin gab es lange Zeit eine Getreidemühle, eine Bautischlerei und eine Dachdeckerei, deren Spezialität es war, das Reet aus den Habyer Auen zu verwerten. Eine Gärtnerei von 1880 besteht bis heute ebenso wie ein Möbelhaus, das 1968 errichtet und 2018 geschlossen wurde sowie einen Landgasthof im Ortskern und eine Gaststätte im Ortsteil Lehmsiek.
Bis 1968 hatte Haby eine eigene Spar- und Darlehenskasse, die nach der Fusion mit der Spar- und Darlehenskasse Holtsee noch einige Jahre als Zweigstelle weitergeführt wurde und schließlich in eine überregionale Volks- und Raiffeisenbank aufgegangen ist.
Vom Ende des 18. Jahrhunderts bis 1972 gab es eine eigene Grund- und Hauptschule (sog. Volksschule), eine Zwergschule. Sie befand sich zunächst im Dorfkern (Düsternbrook), bis 1908 ein neues Schulgebäude am nordöstlichen Ortsrand errichtet wurde. Dort wurde bis zum Jahre 1972 noch bis zur 9. Klasse unterrichtet, danach war sie bis zu ihrer Schließung 1975 Grundschule unter der Leitung von Hauptlehrer Ernst Lüthge, der seit dem 1. April 1954 mit Ausnahme der ersten drei Jahre einziger Lehrer an der Schule war. Heute besuchen die Grundschüler die Schule im benachbarten Holtsee und die weiterführenden Schulen in Eckernförde.

## Vereine und Verbände

### Freiwillige Feuerwehr
Die Freiwillige Feuerwehr Haby wurde 1931 gegründet. Eine von vier Mann bediente Handdruckspritze war die erste Ausrüstung. Erst 1966 erhielt die Feuerwehr das erste Feuerwehrfahrzeug, für das 1973 ein neues Feuerwehrhaus errichtet wurde.

### Deutsches Rotes Kreuz
Hervorgegangen aus dem Vaterländischen Frauenverein von 1933 besteht seit 1947 der Habyer Ortsverein des DRK.

### Schützengilde
Die Schützengilde Haby wurde im Jahre 1957 gegründet.

## Impressionen

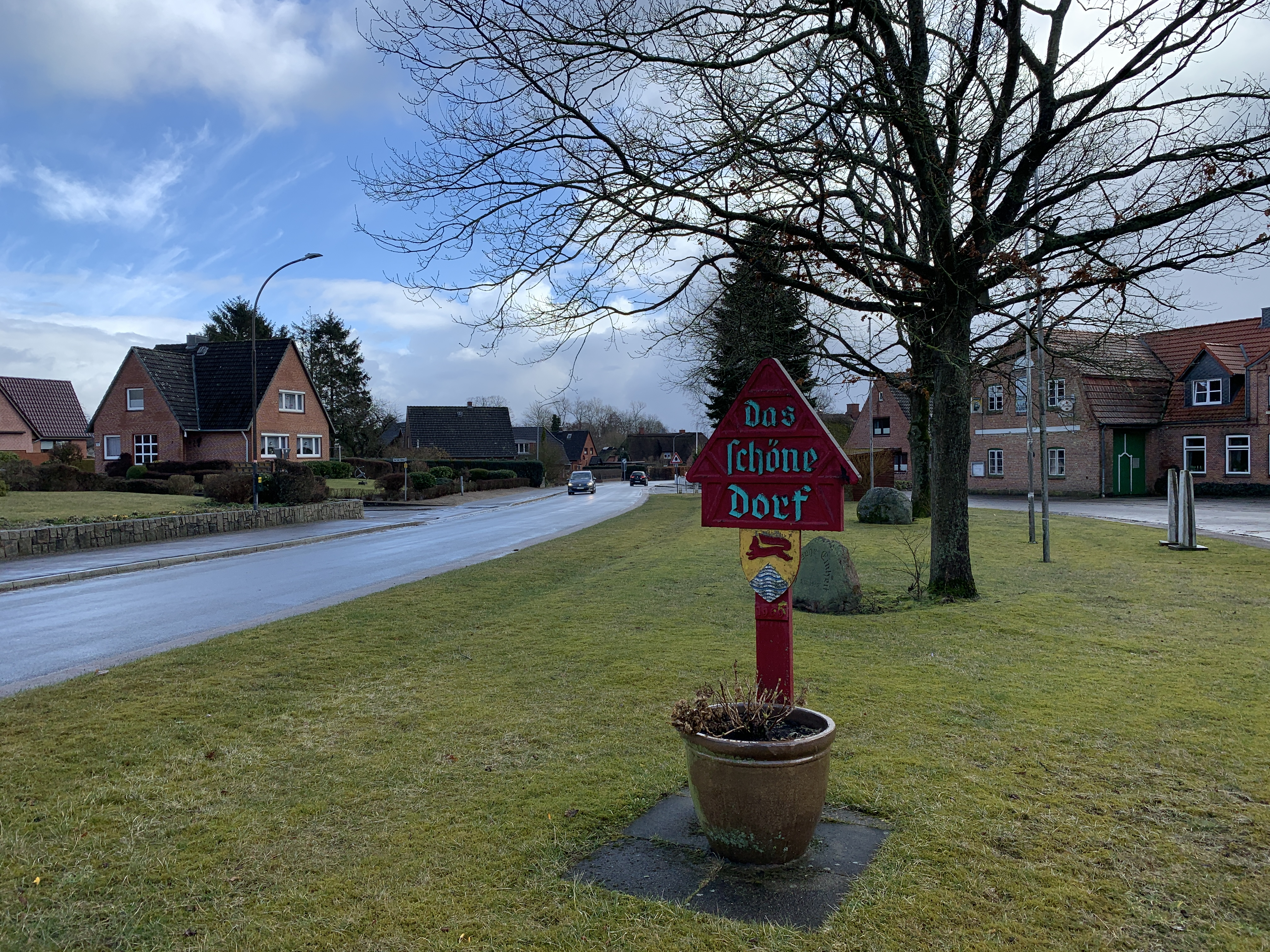
Dorfplatz mit Auszeichnung Schönes Dorf 1969 (2021)
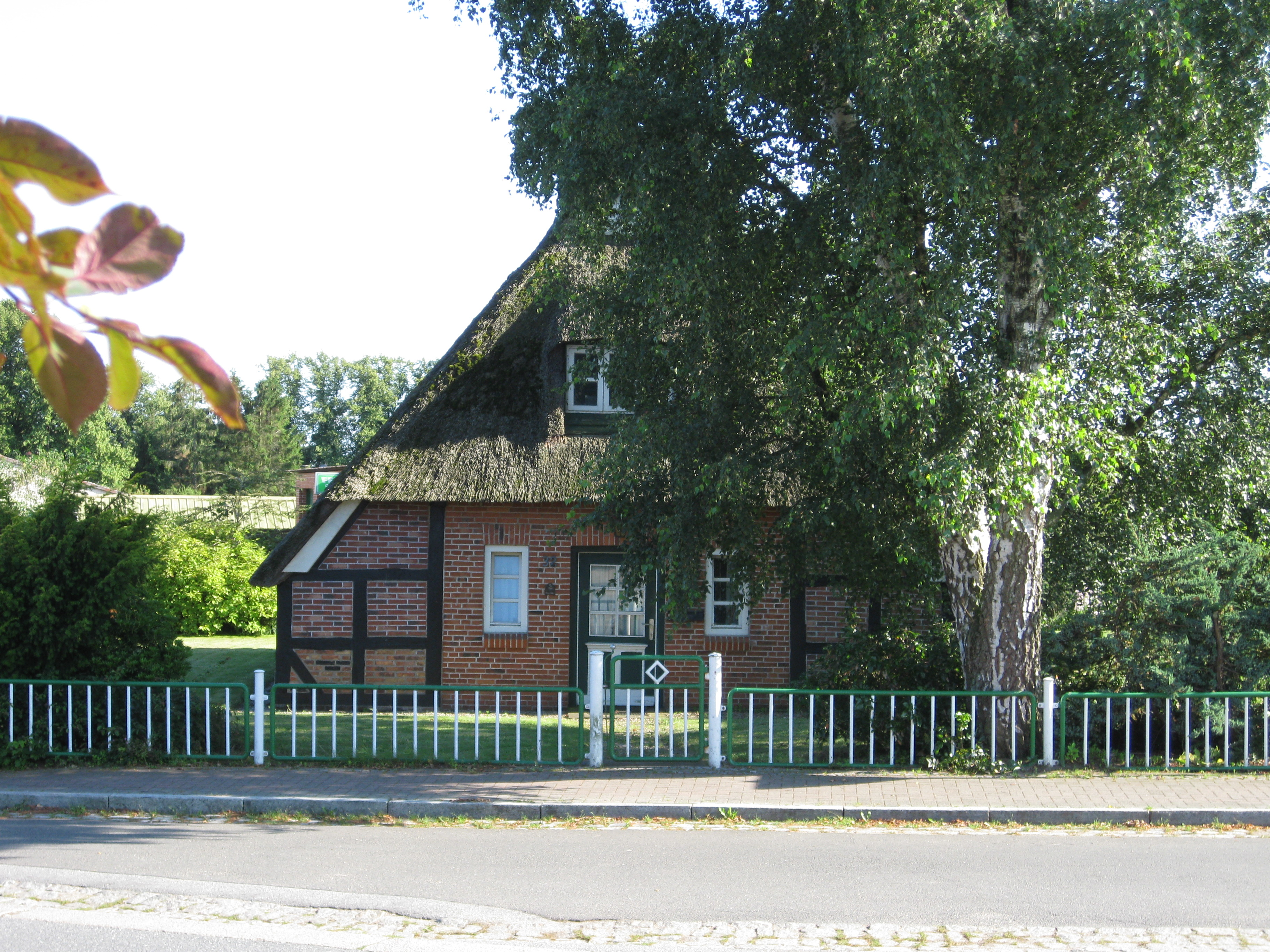
Gut erhaltenes Fachwerkhaus (2011)
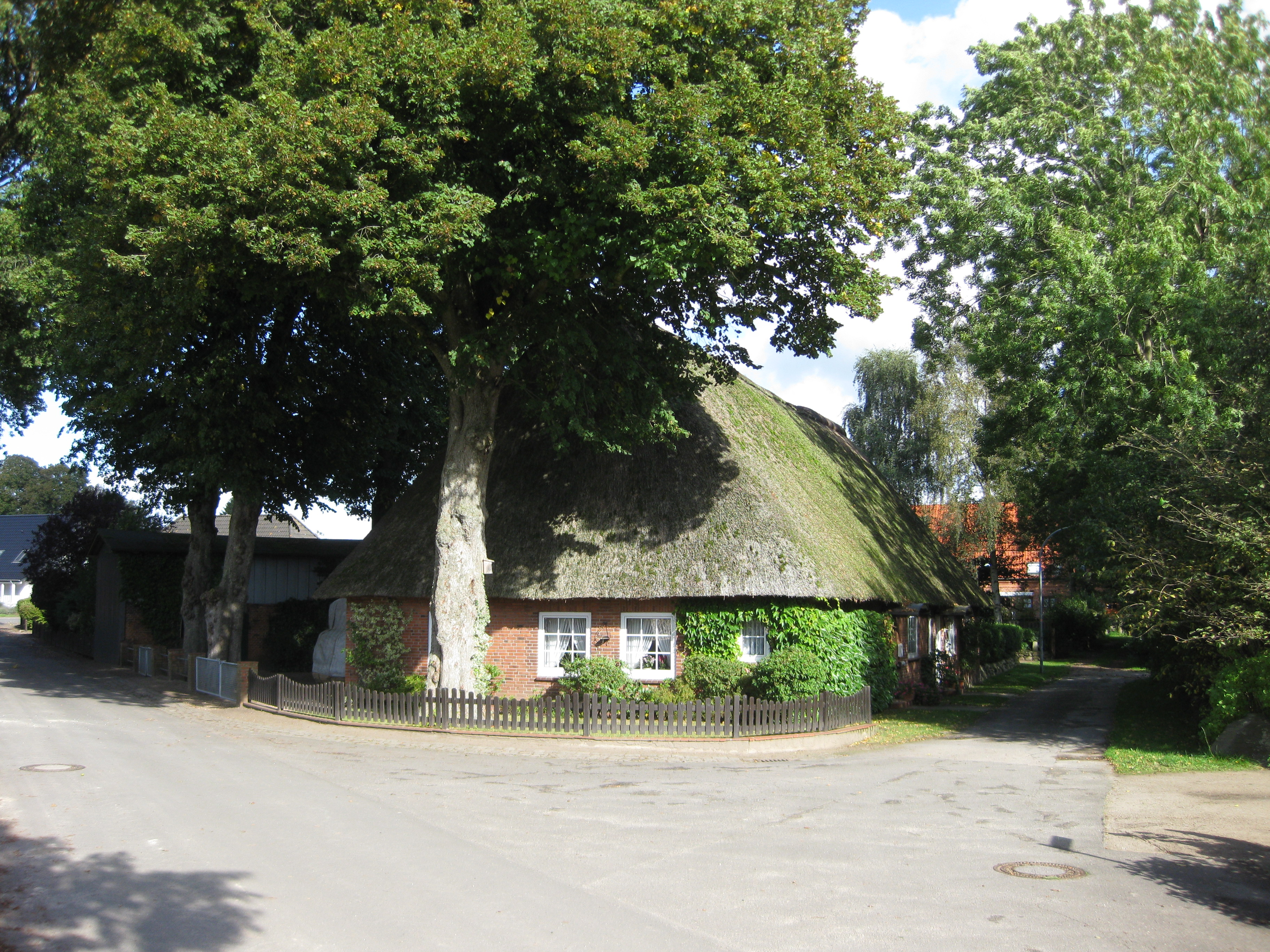
Erstes Schulgebäude im Düsternbrook (2012)
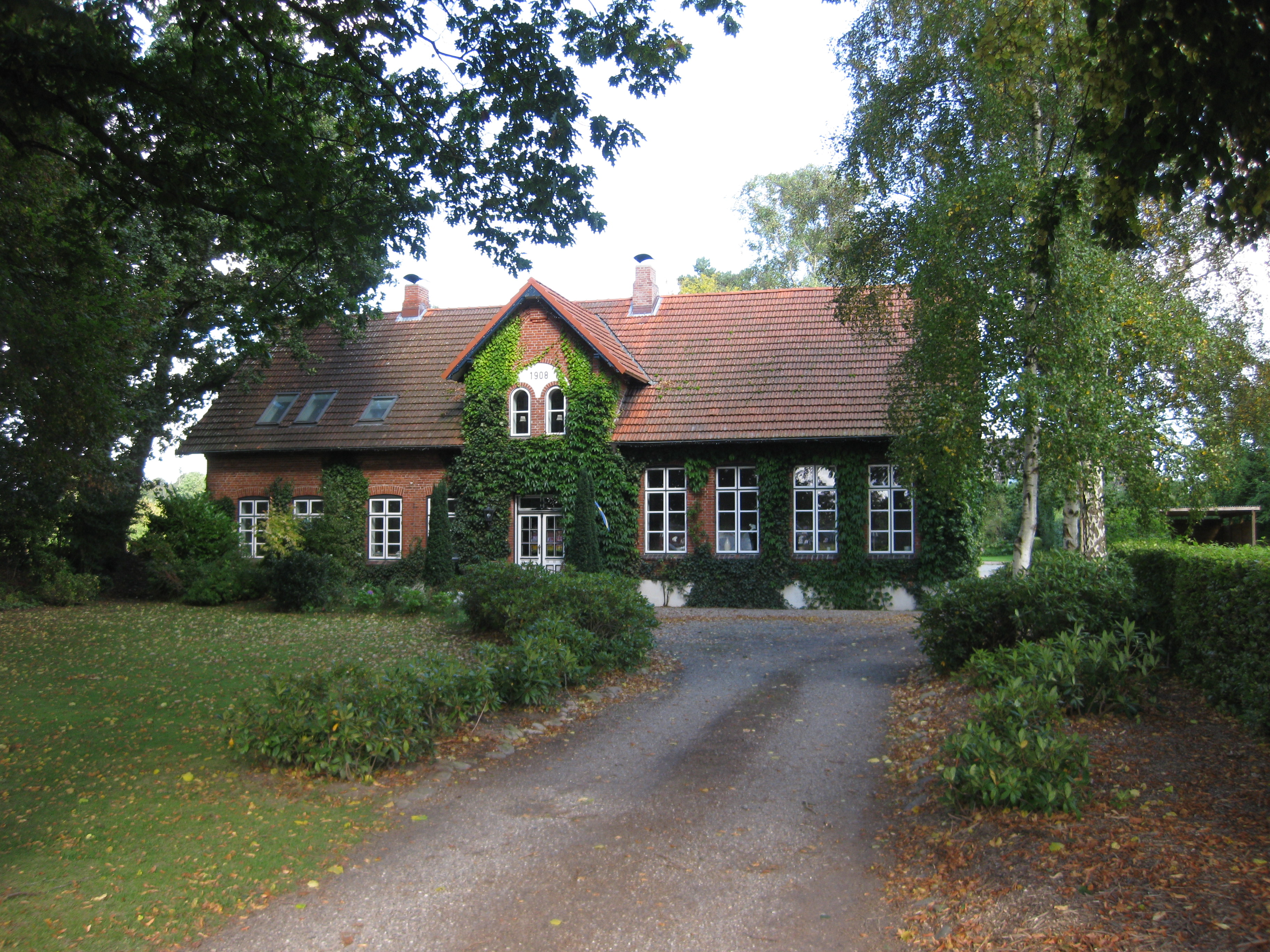
Schulgebäude von 1908 (2012)
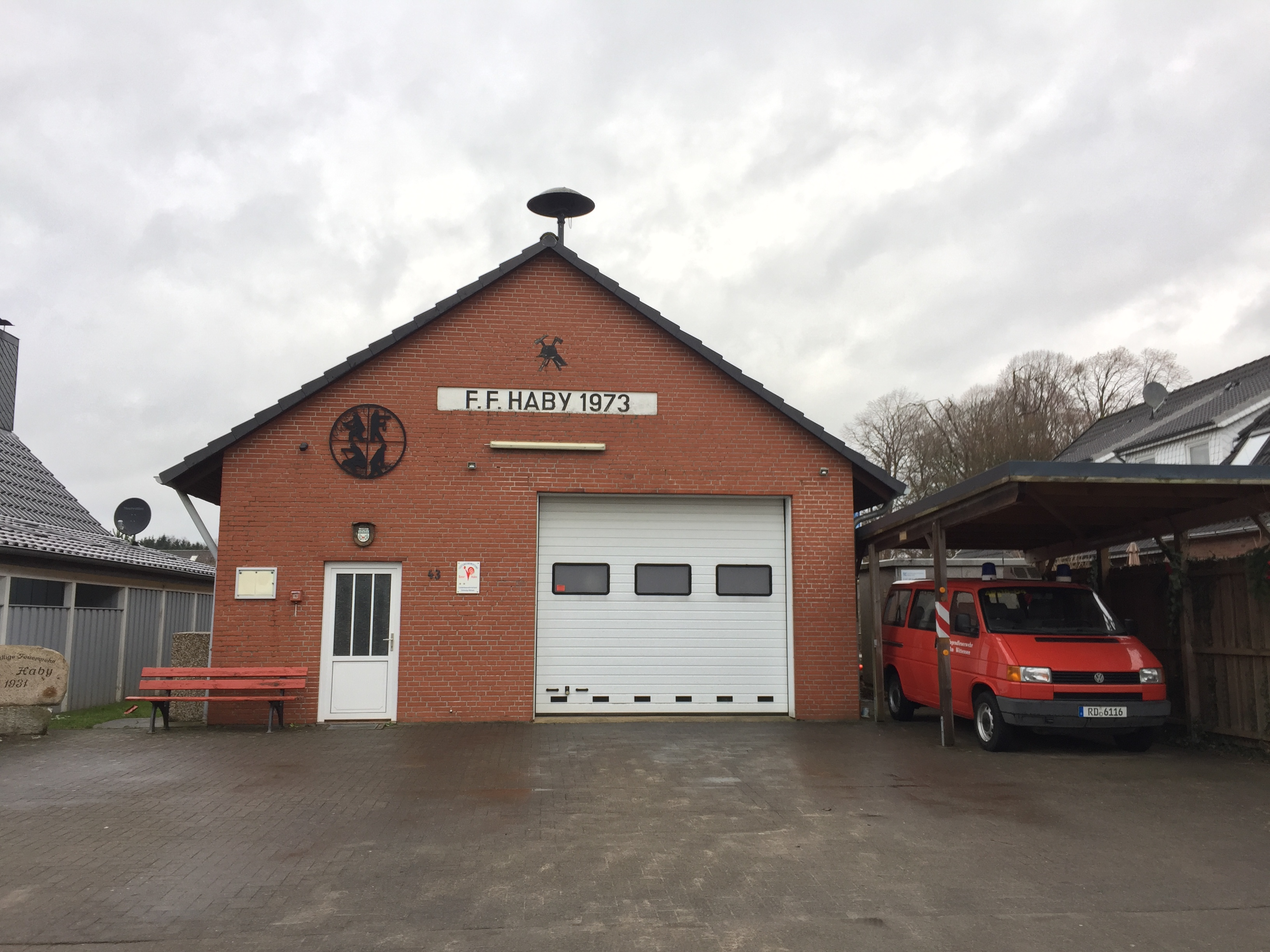
Feuerwehrhaus von 1973 (2017)
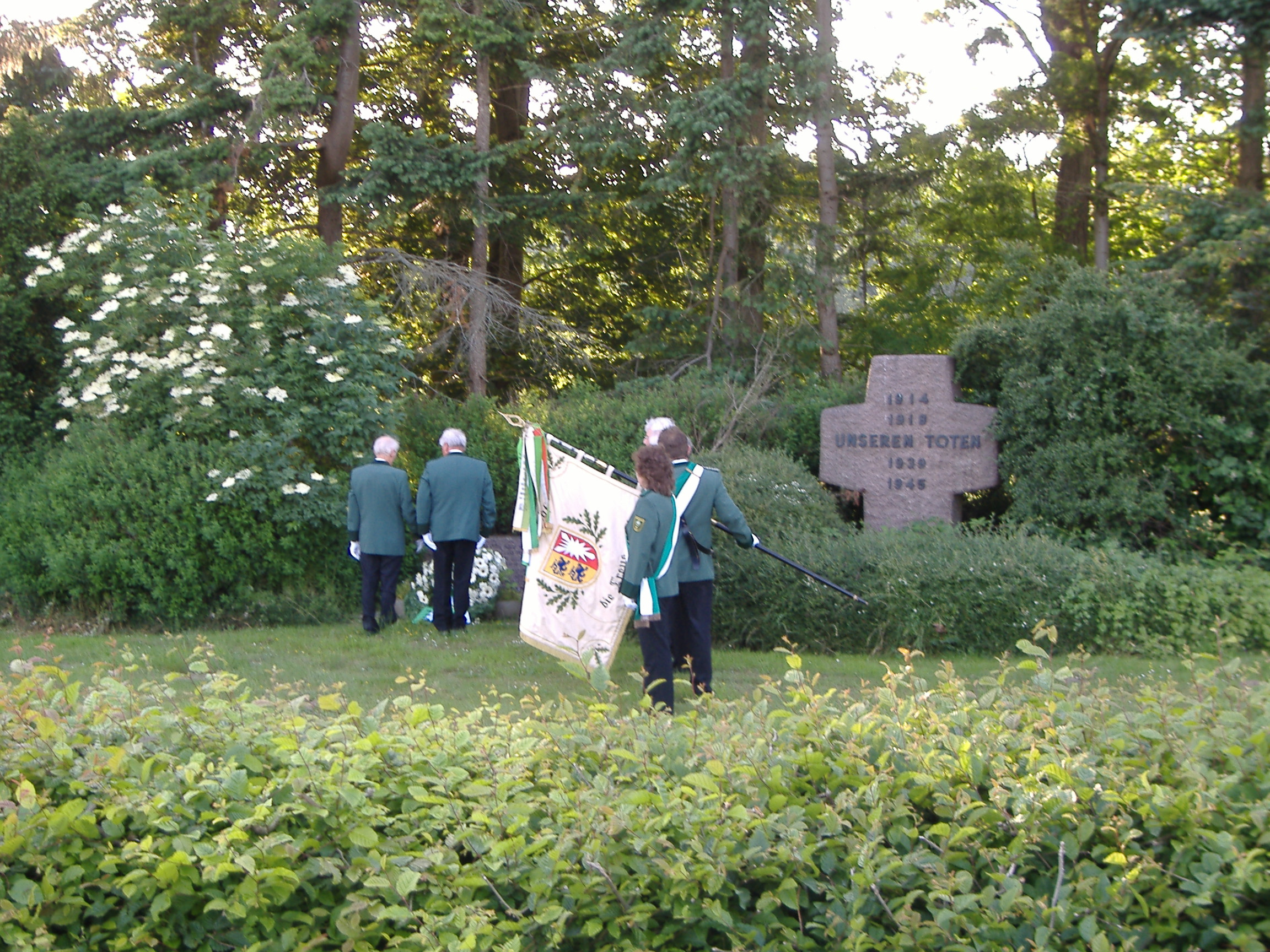
Ehrenmal (2007)
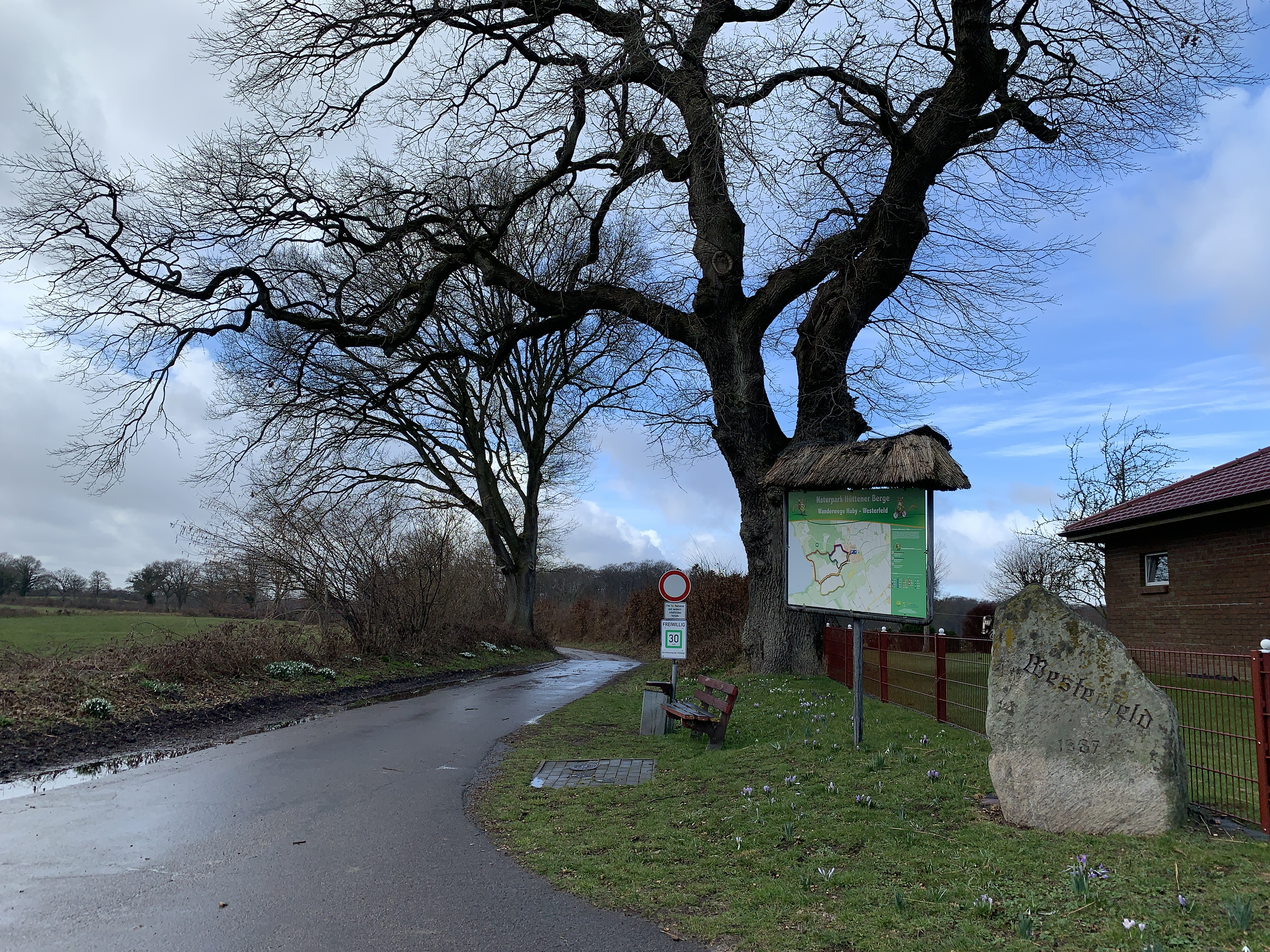
Rund- und Wanderweg Westerfeld (2021)
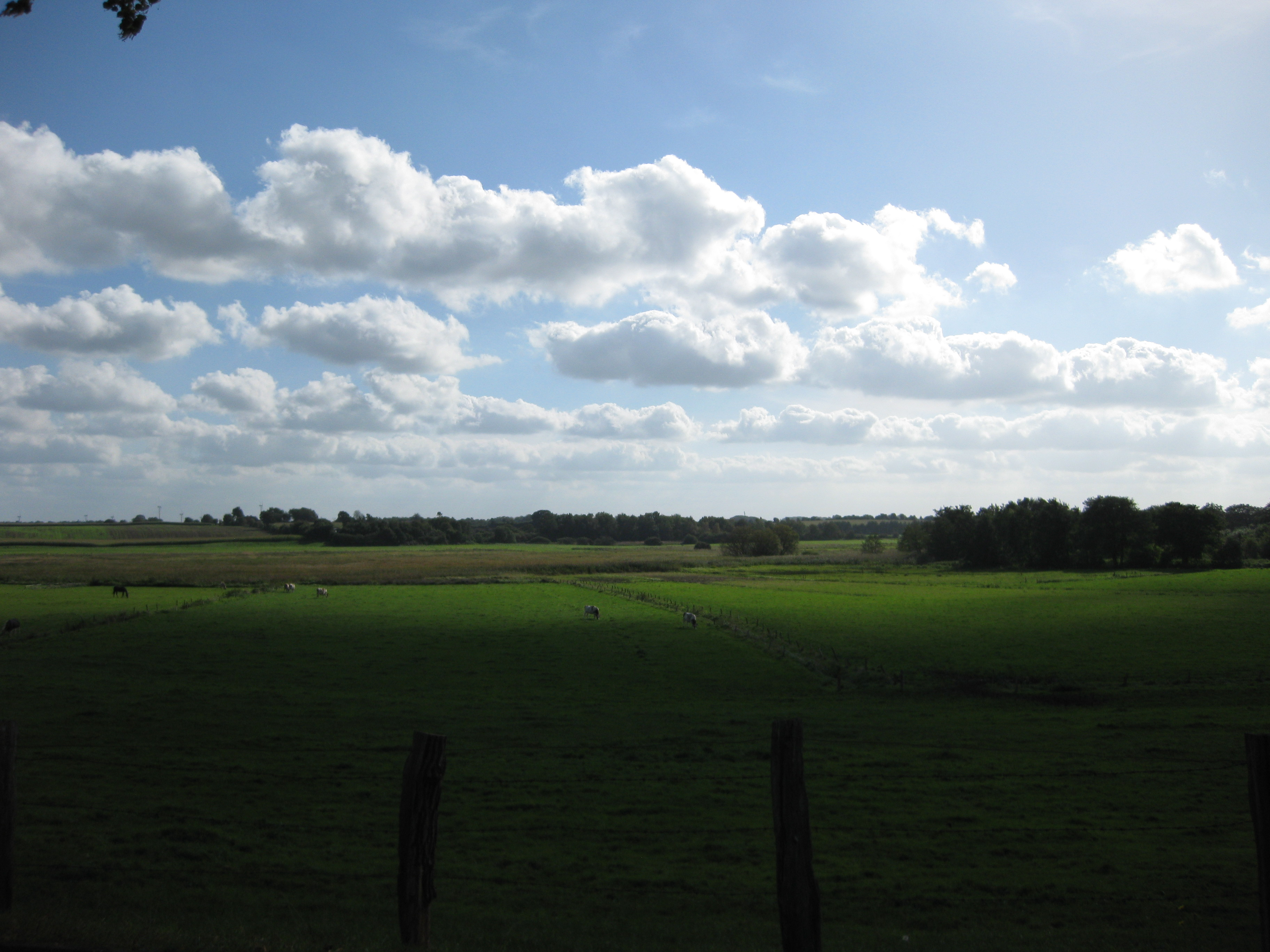
Blick in die Habyer Auen (2012)